# Tourgéville
Tourgéville è un comune francese di 945 abitanti situato nel dipartimento del Calvados nella regione della Normandia, nel Nord della Francia.

## Società

### Evoluzione demografica
Abitanti censiti